# 보리 vs 매켄로
《보리 vs 매켄로》(스웨덴어: Borg, 핀란드어: Borg/McEnroe)는 2017년 개봉한 스웨덴, 덴마크, 핀란드의 스포츠 드라마 영화이다. 야누스 메츠가 감독을 로니 샌달이 각본을 맡았다. 대한민국에서는 2018년 5월 10일 개봉되었다.

## 출연진
- 스베리르 구드나손 - 비외른 보리 역
- 샤이아 라보프 - 존 매켄로 역
- 스텔란 스카르스고르드 - 레나트 베렐린 역
- 투바 노보트니 - 마리아나 시미오네스쿠 역
- 스콧 아서 - 피터 플레밍 역
- 이안 블랙맨 - 나이 든 존 매켄로 역
- 로버트 엠스 - 비타스 게룰라이티스 역
- 매츠 브롬그렌 - 룬 보그 역
- 줄리아 마르코 노드 - 마가렛 보그 역
- 제인 페리 - 케이 매켄로 역
- 레오 보리 - 어린시절 보리 역
- 콜린 스틴톤 - 토크쇼 진행자 역
- 제니스 아헌 - 정신과 의사 역